# Рівердейл-Парк (Каліфорнія)
Рівердейл-Парк (англ. Riverdale Park) — переписна місцевість (CDP) в США, в окрузі Станіслаус штату Каліфорнія. Населення — 1053 особи (2020).

## Географія
Рівердейл-Парк розташований за координатами 37°36′9″ пн. ш. 121°2′22″ зх. д. / 37.60250° пн. ш. 121.03944° зх. д. (37.602506, -121.039535).  За даними Бюро перепису населення США в 2010 році переписна місцевість мала площу 3,84 км², з яких 3,72 км² — суходіл та 0,12 км² — водойми.

## Демографія
Згідно з переписом 2010 року, у переписній місцевості мешкало 1128 осіб у 298 домогосподарствах у складі 246 родин. Густота населення становила 294 особи/км².  Було 321 помешкання (84/км²).
Расовий склад населення:
| - 51,0 % — білих - 2,6 % — азіатів - 2,2 % — корінних американців - 0,5 % — чорних або афроамериканців - 36,7 % — осіб інших рас |

До двох чи більше рас належало 7,0 %. Частка іспаномовних становила 62,1 % від усіх жителів.
За віковим діапазоном населення розподілялося таким чином: 32,9 % — особи молодші 18 років, 60,0 % — особи у віці 18—64 років, 7,1 % — особи у віці 65 років та старші. Медіана віку мешканця становила 29,6 року. На 100 осіб жіночої статі у переписній місцевості припадало 108,5 чоловіків;  на 100 жінок у віці від 18 років та старших — 105,7 чоловіків також старших 18 років.
Середній дохід на одне домашнє господарство  становив 38 107 доларів США (медіана — 35 000), а середній дохід на одну сім'ю — 35 849 доларів (медіана — 27 266). За межею бідності перебувало 29,1 % осіб, у тому числі 55,2 % дітей у віці до 18 років та 0,0 % осіб у віці 65 років та старших.
Цивільне працевлаштоване населення становило 363 особи. Основні галузі зайнятості: науковці, спеціалісти, менеджери — 30,0 %, будівництво — 17,6 %, роздрібна торгівля — 16,3 %.